# Peter de Baan
Peter de Baan (12 april 1946) is een Nederlands regisseur.

## Loopbaan
De Baan begon als theaterregisseur in de jaren zeventig. Hij was artistiek leider van de toneelgroep Sater van 1972 tot 1979, regisseerde in de jaren daarna bij onder andere Globe, Publiekstheater en het Holland Festival en zette de theaterwerkplaats van De Balie op. Van 1991 tot 1997 was hij artistiek leider van het Ro Theater, het stadsgezelschap van Rotterdam. Hij vertrok daar noodgedwongen na een stevige ruzie met het bestuur.
Vanaf de eeuwwisseling begon hij ook weer film en televisie te regisseren. Retour Den Haag over het mislukte avontuur van Ed van Thijn in Den Haag was zijn eerste grote productie voor de VPRO, waar hij twaalf jaar lang voor bleef werken en ook voor het eerst samenwerkte met Huub Stapel. De Baan won tweemaal het Gouden Kalf voor De Kroon (2005) en De Prins en het Meisje (2007) en regisseerde de bioscoopfilms Majesteit en Cel.
Hij schreef met Charles den Tex het theaterstuk Volmaakt geluk in 2008, dat ook in Duitsland, Polen, Rusland en Italië werd uitgevoerd. Hij regisseerde in 2016 de toneelbewerking van Intouchables en schreef wederom met Charles den Tex het toneelstuk Nieuw geld. De Baan was tevens van 2002 tot 2014 regisseur van de Ashton Brothers.
Hij is de bedenker van het improvisatieprogramma De vloer op van Human. Hij bedenkt de opdrachten en presenteert het programma en beëindigt de improvisaties met de inmiddels historische woorden "tot hier". De programma's worden nog steeds veelvuldig bekeken op YouTube.

## Sater
Sater was een van de groepen die in de jaren zeventig het toneel uit de schouwburgen haalde. Het buurthuis of de fabriekshal in, de straat op, in ieder geval naar de mensen toe en niet in afwachting tot die naar het theater kwamen. Het Werktheater, Sater en Proloog waren de belangrijkste exponenten van die stroming. DAF, de op- en neergang van een Hollands familiebedrijf was de artistieke doorbraak van de groep. De voorstelling kreeg de Defresneprijs, de prijs voor de beste regie dat jaar. Het was tevens de laatste keer dat die prijs werd uitgereikt. De juf van de Tsaar Peterstraat en Isotopen op zaterdag waren andere belangrijke producties in die tijd. De Baan verliet de groep in 1979.

## Theaterwerkplaats van De Balie
Het Atelier, Kasimir en Karoline, Richard de derde, De fantasten van Robert Musil, Hölderin en Winkeldochters van Ger Thijs zijn een paar van de titels die hieruit zijn voortgekomen. In De Balie organiseerde De Baan theatrale debatten in samenwerking met Felix Rottenberg. Eind jaren tachtig schreef en regisseerde hij twee televisiedrama's in een serie over medische dilemma's in dit verband.

## Koninklijk oeuvre
- De Kroon gaat over het overtuigen van Jorge Zorreguieta, de vader van koningin Máxima, om niet op het huwelijk van zijn dochter te komen.
- De Prins en het Meisje gaat over de, in de ogen van de Nederlandse regering, ontoelaatbare liefde tussen prins Friso en Mabel Wisse Smit.
- In Majesteit verlangt koningin Beatrix hevig naar haar aftreden.

Alle drie deze koninklijke drama's werden geschreven door Ger Beukenkamp.

## Bellicher
Samen met Charles den Tex bewerkte hij eerst de Macht van Meneer Miller tot een zesdelige televisieserie en daarna CEL tot een zevendelige serie en een bioscoopfilm. Beiden zijn gebaseerd op boeken geschreven door Charles den Tex.

## Regieoverzicht
- 2016: Terror
- 2014: Putting It Together
- 2013: De kleine blonde dood
- 2010: Bellicher: de macht van meneer Miller
- 2010: Majesteit
- 2009: Sorry Minister
- 2009: Julia's hart
- 2007: De Prins en het meisje (gouden kalf winnaar)
- 2007: Billie Holiday
- 2006: Man en paard
- 2005: Turks fruit
- 2005: Allerzielen
- 2004: De Kroon (gouden kalf winnaar)
- 2003: Klem in de draaideur (Nominatie gouden kalf)
- 2002: Hartslag
- 2002: De vloer op
- 2000: Wet & Waan
- 2000: Oh oh Den Haag
- 2000: In goede aarde
- 1999: Retour Den Haag
- 1995: Bericht uit de bezemkast
- 1992: Op leven en dood
- 1988: De tranen van Den Uyl

## Acteeroverzicht
- 1998: Combat (aflevering 11), als specialist
- 1996: Baantjer, De Cock en de moord op de rode roos (meneer Rozemond)
- 1989-1993: We zijn weer thuis
- 1993: Je leeft omdat je geboren bent
- 1992: De drie beste dingen in het leven
- 1983: Dr. Faustus
- 1969: Don Christobal of de klucht met de knuppel

- Gemeinsame Normdatei: 1195729855
- Virtual International Authority File: 118146331928618692047
- WorldCat: E39PBJr3pwvB47w3mkyKJghT73